# Air Service Gabon
 (mars 2020).
Air Service Gabon était une compagnie aérienne basée à Libreville, au Gabon. Elle a été créée en 1965 et exploitait des vols réguliers passagers et charter en Afrique de l’Ouest. Sa base principale était l’aéroport international de Libreville. La société a annoncé qu’elle avait cessé ses activités au 3 août 2010.
La compagnie aérienne est sur la liste des transporteurs aériens interdits dans l’Union européenne.

## Sources
- (en) Cet article est partiellement ou en totalité issu de l’article de Wikipédia en anglais intitulé « Air Services Gabon » (voir la liste des auteurs).